# Systèmes d'Information et Management
Systèmes d'Information et Management (SIM) est une revue scientifique francophone qui publie des articles de recherche originaux évalués par des pairs dans le domaine du management des systèmes d'information. 
Publiée trimestriellement, elle est affiliée à l'Association scientifique AIM. SIM accueille des soumissions en français et en anglais, conformément aux normes d'excellence internationalement reconnues. La revue sert de plateforme de dialogue savant sur la transformation numérique et ses implications managériales.
Les sujets couverts par SIM comprennent la stratégie des systèmes d'information, la gestion des connaissances, les aspects financiers des technologies de l'information, l'évolution du rôle des TI au sein des organisations, les changements dans les processus de travail, la transformation organisationnelle et les enjeux éthiques. La revue se penche également sur l'appropriation des technologies de l'information par les acteurs et sur la manière dont ces technologies modifient les mécanismes de coordination et les normes socioculturelles.
SIM accueille des contributions originales, tant théoriques qu'empiriques, qui enrichissent la compréhension des systèmes d'information dans un contexte de gestion.

## Origine
La revue est née en 1996 sous l’impulsion de Frantz Rowe et Robert Reix, elle est publiée par l'éditeur Eska. La revue a le soutien de l'Association Information et Management (AIM).    

## Éditeurs
Les personnes suivantes sont ou ont été rédacteurs en chef de la revue :    
- Frantz Rowe 1996-2008
- Yves Pigneur 2009-2012
- Régis Meissonier 2013-2018
- François de Corbière 2019-2023
- Claudio Vitari 2024-2026

## Thématiques
La revue a comme thématique la recherche théorique et empirique dans les domaines des systèmes d'information et des technologies de l'information et de la communication. Les sujets traités comprennent l'informatique, la recherche opérationnelle, la science de la conception, la théorie et le comportement de l'organisation, la gestion des connaissances, le système d'entreprise, le cloud computing et l'architecture des SI,,.    